# Pteraulax ausana
Pteraulax ausana är en tvåvingeart som beskrevs av Hesse 1956. Pteraulax ausana ingår i släktet Pteraulax och familjen svävflugor.
Artens utbredningsområde är Namibia. Inga underarter finns listade i Catalogue of Life.